# Cervus canadensis xanthopygus
L'isubra (Cervus canadensis xanthopygus Milne-Edwards, 1867) è una sottospecie di wapiti originaria dell'Asia orientale.

## Descrizione
Durante l'estate, il mantello di questo cervo assume una colorazione-bruno rossastra, che diviene grigio-brunastra d'inverno. Sul collo e sulle parti inferiori sono presenti dei peli scuri, mentre sul posteriore vi è una macchia di colore chiaro. È più piccolo del wapiti del Canada (C. c. canadensis) ed ha palchi più piccoli e tozzi.
I maschi sono simili ai wapiti dell'America del Nord e come loro hanno una criniera sul collo, anche se, come detto prima, i loro palchi sono relativamente più piccoli. Le femmine assomigliano di più al cervo nobile e sono prive di criniera. Tra tutte le sottospecie di wapiti, questa è quella più simile al cervo nobile, essendosi adattata a vivere nelle foreste decidue miste della Manciuria, della Jacuzia, della Cina settentrionale e della Corea del Nord. Come avviene in molte razze di cervo nobile, negli esemplari adulti, d'estate, possono essere visibili delle macchie sul mantello.
Le femmine pesano 140-215 kg, i maschi 170-350 kg; questi ultimi raggiungono 1,5 m di altezza al garrese e una lunghezza di 2,4 m.

## Distribuzione e habitat
Questo cervo è diffuso in Siberia sud-orientale (a est del lago Bajkal), Mongolia nord-orientale, Manciuria, Corea del Nord e Cina nord-orientale. Una forma simile, diffusa nell'Alxa, nel Gansu, nello Shanxi e nella Mongolia meridionale appartiene a una sottospecie distinta, il wapiti dell'Alashan (C. c. alashanicus). Tuttavia, alcune ricerche genetiche sembrano indicare che anche questi esemplari siano in realtà degli isubra.